# 上海风电科普馆
上海风电科普馆位于上海市浦东新区东大公路5366号，地处上海滨海森林公园内，是专门介绍风能和风力发电的科普场馆。2021年2月5日起暂时闭馆。

## 场馆介绍
上海风电科普馆于2006年3月28日开馆，占地面积1400多平米。展厅面积800多平方米。博物馆是一幢两层建筑，分为四个展区，分别是能源的警示、风与风能、风力发电、风电和我们。展品有帆船、磨面风车、提水风车、太阳能塔热气流风车、风力发电机组等模型，介绍了风能的使用历史和风能发电的知识。

## 参观信息
- 开放时间：周二至周日9:00－16:00。
- 公共交通：公交龙东线、南三线。